# Decodon puellaris
Decodon puellaris (Poey, 1860) è un pesce di acqua salata appartenente alla famiglia Labridae.

## Distribuzione e habitat
Proviene dal Golfo del Messico; il suo areale si estende dalle coste della Florida (Stati Uniti) al Suriname. Vive prevalentemente nelle zone con fondo roccioso, tra 18 e 275 m di profondità.

## Descrizione
Presenta un corpo allungato, leggermente compresso ai lati e con la testa dal profilo appuntito. La lunghezza massima registrata è di 30 cm, anche se di solito non supera i 22.
La colorazione è principalmente rosata, più scura sul dorso, mentre sul ventre tende al giallo. Gli occhi sono arancioni e rotondi; sulla testa sono presenti diverse striature gialle. Le pinne sono giallastre, vagamente tendenti al verde, e la pinna caudale ha il margine dritto. La pinna dorsale e la pinna anale sono basse e lunghe, soprattutto la prima. Presenta, come gli altri Decodon, otto canini sporgenti.

## Parassiti
Può ospitare i trematodi Myzoxenus vitellosus, Macvicaria crassigula e Deretrema fusillus.

## Conservazione
Questa specie viene classificata come "dati insufficienti" (DD) dalla lista rossa IUCN perché viene pescato per essere mangiato ma non è ancora noto in che quantità.